# Lotnisko sportowe Kraljevo
Lotnisko sportowe Kraljevo (IATA: KVS, ICAO: LYKA) – lotnisko położone 2 kilometry na północny wschód od centrum Kraljeva (Serbia). Używane jest do celów sportowych.